# Harpswell
Harpswell és una població dels Estats Units a l'estat de Maine (EUA). Segons el cens del 2000 tenia 5.239 habitants.

## Demografia
Segons el cens del 2000, Harpswell tenia 5.239 habitants, 2.340 habitatges, i 1.532 famílies. La densitat de població era de 83,7 habitants/km².
Dels 2.340 habitatges en un 24% hi vivien nens de menys de 18 anys, en un 56,1% hi vivien parelles casades, en un 6,3% dones solteres, i en un 34,5% no eren unitats familiars. En el 27,3% dels habitatges hi vivien persones soles el 10,9% de les quals corresponia a persones de 65 anys o més que vivien soles. El nombre mitjà de persones vivint en cada habitatge era de 2,24 i el nombre mitjà de persones que vivien en cada família era de 2,69.
Per edats la població es repartia de la següent manera: un 19,6% tenia menys de 18 anys, un 4,9% entre 18 i 24, un 25,1% entre 25 i 44, un 31,7% de 45 a 60 i un 18,8% 65 anys o més.
L'edat mediana era de 45 anys. Per cada 100 dones de 18 o més anys hi havia 93,3 homes.
La renda mediana per habitatge era de 40.611 $ i la renda mediana per família de 45.119 $. Els homes tenien una renda mediana de 34.167 $ mentre que les dones 30.000 $. La renda per capita de la població era de 30.433 $. Entorn del 3,3% de les famílies i el 5,6% de la població estaven per davall del llindar de pobresa.